# Renacer (novela)
Renacer es una novela de fantasía escrita por Claudia Gray, publicado el 3 de marzo de 2011. Es la cuarta y penúltima parte de la saga Medianoche.
La saga está formada por los libros: Medianoche (novela), Adicción (novela), Despedida (novela), Renacer y Balthazar.
- Datos: Q4690738